# Chromidotilapia melaniae
Chromidotilapia melaniae är en fiskart som beskrevs av Anton Lamboj 2003. Chromidotilapia melaniae ingår i släktet Chromidotilapia och familjen Cichlidae. IUCN kategoriserar arten globalt som livskraftig. Inga underarter finns listade i Catalogue of Life.